# Berggebiet (Bamberg)
Berggebiet ist ein Stadtteil der kreisfreien Stadt Bamberg im bayerischen Regierungsbezirk Oberfranken.

## Lage
Der Stadtteil Berggebiet liegt im Westen der Stadt Bamberg und westlich des linken Regnitzarms. Er umfasst die Bereiche Bürgerliche Bergstadt, Domberg, Jakobsberg und Altenburg, Kaulberg, Matern und Sutte, Michaelsberg und Abtsberg und Stephansberg.

## Baudenkmäler in Berggebiet
In der Liste der Baudenkmäler in Bamberg sind die Baudenkmäler für den Stadtteil Berggebiet getrennt nach diesen Bereichen aufgeführt:
- Bürgerliche Bergstadt
- Domberg
- Stephansberg
- Kaulberg, Matern und Sutte
- Jakobsberg und Altenburg
- Michaelsberg und Abtsberg